# Ichneutica caraunias
Ichneutica caraunias är en fjärilsart som beskrevs av Edward Meyrick 1887. Ichneutica caraunias ingår i släktet Ichneutica och familjen nattflyn. Inga underarter finns listade i Catalogue of Life.